# Peter Levec
Peter Levec, slovenski pesnik, * 12. julij 1923, Zgornji Tuhinj, † 18. december 1999, Ljubljana.

## Življenje
Rodil se je 12. julija 1923 v Zgornjem Tuhinju. Skupaj s starši se je kot otrok preselil na Vrh nad Krašnjo in osnovno šolo obiskoval v Krašnji. Šolanje je nadaljeval v Mariboru na  klasični gimnaziji, kjer je živel pri stricu. Po začetku vojne se je vrnil domov in se zaposlil kot delavec v Kamniku. Marca naslednje leto so ga Nemci med obiskom v Mariboru mobilizirali in skupaj z nekaterimi drugimi nekdanjimi dijaki odgnali na prisilno delo na avstrijsko Štajersko. Delal je na veleposestvu blizu Gradca, sredi julija 1943 pa je pobegnil in se pridružil partizanom. Večji del partizanstva je preživel v Šlandrovi brigadi, v enoti, ki se je precej gibala tudi v njegovih domačih krajih, nato pa je bil zaradi znanja jezikov premeščen v Belo krajino. Večinoma je deloval na partizanskem letališču Otok in kot zvezni oficir pri ameriški vojni misiji. 
Po končani vojni je dokončal gimnazijo v Mariboru in višjo politično šolo v Beogradu. V prvih povojnih letih je bil sourednik na novo ustanovljeni Mladinski reviji, bil je kulturni urednik Ljubljanske pravice, od koder je odšel v kulturno uredništvo Radia Ljubljana (od 1953 do 1959) in čez nekaj časa tudi k Cankarjevi založbi (od 1959 do 1976), kjer je ostal vse do upokojitve. V svojih uredniških letih je pisal tudi razne ocene in polemične članke, obenem pa je tudi prevajal poezijo in prozo. Umrl je 18. decembra, leta 1999 v Ljubljani.

## Delo
Pesniti je začel že v gimnazijskih letih in tik pred okupacijo objavil prve pesmi v Mladem jutru, nato v zborniku Pesmi naših borcev I-II (1944). Leta 1945 je izdal zbirko Koraki v svobodo, za katero je značilna partizanska poezija. Oblikovno in snovno usmeritev je delno nadaljeval v zbirki Zeleni val (1954), delno pa je čutiti premik v subjektivizem, ki razkriva njegovo doživljanje vojne. V Brezkončnem marcu (1971) je izboru prejšnjih pesmi dodal nekaj osebnih refleksij o splošni človeški težnji po notranjem ravnotežju. Njegov najpomembnejši prevod so Travne bilke ameriškega pesnika Walta Whitmana (1962). Med avtorji, ki jih je še prevajal so: Dobrica Ćosić, Gottfried Benn in Gustav Krklec.
Pri Petru Levcu se da v uspelih pesmih razbrati neko intimno čustveno središče, ki priča, da fant  sveta ni samo opazoval in razmišljal o njem, marveč ga je tudi doživljal. — - Filip Kalan v članku: Vlado Motnikar: Kamniški zbornik 2000. Mladinska knjiga.

## Zanimivosti
Opozarjal je na razliko med vojno in revolucijo, bil pa je tudi aktivni član gibanja za narodno spravo. 

## Priznanje in nagrade
- 1972 - Nagrada Prešernovega sklada za zbirko Brezkončni marec